# Nemacheilus hamwii
Nemacheilus hamwii är en fiskart som beskrevs av Friedhelm Krupp och Schneider, 1991. Nemacheilus hamwii ingår i släktet Nemacheilus och familjen grönlingsfiskar. Inga underarter finns listade i Catalogue of Life.